# Pustka Lokalna

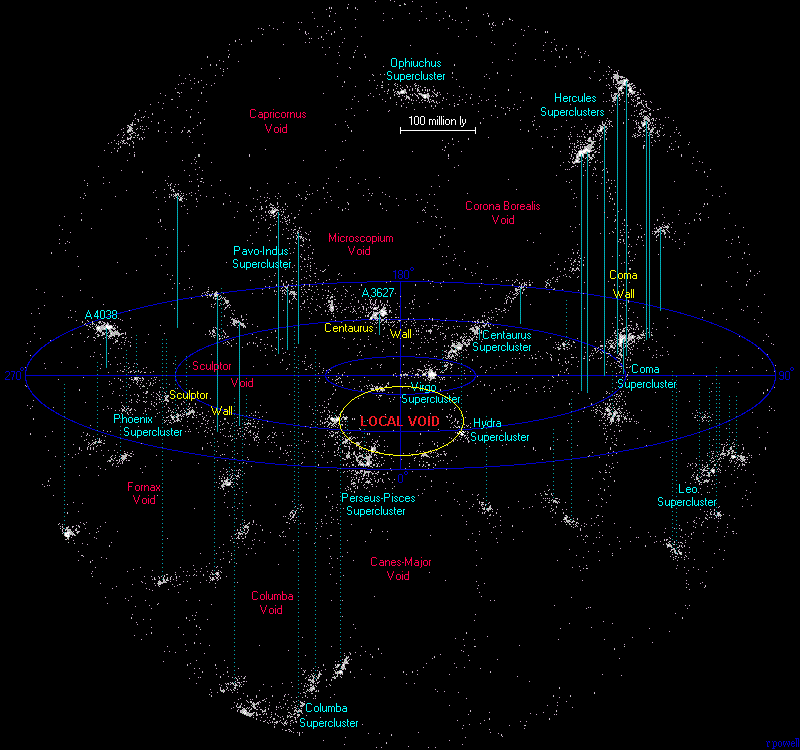
Położenie Pustki Lokalnej (oznaczonej jako Local Void)

Pustka Lokalna – pustka w przestrzeni kosmicznej o średnicy szacowanej na 30 do 150 milionów lat świetlnych. Na jej krawędzi znajdują się galaktyki należące do gromady galaktyk Herkulesa, gromady w Warkoczu oraz Grupy Lokalnej. Sama pustka zawiera nieliczne galaktyki jak na przykład ESO 461-36.